# James Pond
 James Pond, también conocido como James Pond: Underwater Agent, es un juego plataformas que fue desarrollado por Vectordean Ltd y Millennium interactivo, y publicado por Millennium Interactive y Electronic Arts para numerosos sistemas PC y Consola en 1990  el personaje fue muy popular e incluso apareció en algunos cómic, y el juego fue un éxito suficiente para desarrollar dos secuelas y un juego spin-off.

## Argumento
Un nefasto supervillano llamado "Doctor Maybe" (un juego de palabras con el nombre de Dr. Julius No, el villano de la película  Dr. No ) ha superado el despiadado megacorporación Oil Co Acmé, y no es sólo llenar los océanos con la radiación y residuos tóxicos, incluso poner en peligro todo el mundo desde su guarida bajo el agua. El protagonista de la historia y personaje del jugador del juego es un mutante antropomórfico que se le da la nombre de "James Pond" (parodia del legendario espía James Bond) y contratado por el servicio secreto británico para proteger los mares y sacar a los malos de debajo del agua. 
También seducir a numerosas atractivas Sirenas, algunas de las cuales actuarán como agente doble como es común con las amantes de James Bond. Con los niveles que imitan sus títulos, con nombres de nivel como "License to Bubble" (parodia de Licencia para matar) y"Three Mile Island with Love" (parodia de  Desde Rusia con amor).

## Secuelas
James Pond tuvo dos secuelas,  James Pond 2: Codename Robocod y James Pond 3: Operation Starfish. También hubo un spin-off de temática deportiva  Los Juegos Acuáticos y un cameo en Rolo al Rescate. James Pond devuelto en James Pond in the Deathly Shallows para el iPhone y el iPad el 30 de junio de 2011.